# Джиджихабль
Джиджихабль (рос. Джиджихабль; адиг. Джэджэхьабл) — аул Теучезького району Адигеї Росії. Входить до складу Джиджихабльського сільського поселення.
Населення — 733 особи (2015 рік).